# Chontalpa
Chontalpa är en ort i Mexiko.   Den ligger i kommunen Huimanguillo och delstaten Tabasco, i den sydöstra delen av landet, 600 km öster om huvudstaden Mexico City. Chontalpa ligger 54 meter över havet och antalet invånare är 6 145.
Terrängen runt Chontalpa är mycket platt. Runt Chontalpa är det ganska glesbefolkat, med 45 invånare per kvadratkilometer. Chontalpa är det största samhället i trakten. Trakten runt Chontalpa består till största delen av jordbruksmark.